# Kanton Saint-Laurent-de-Chamousset
Saint-Laurent-de-Chamousset is een voormalig kanton van het Franse departement Rhône. Het kanton maakte deel uit van het arrondissement Lyon.
In maart 2015 werd het kanton opgeheven en de gemeenten werden opgenomen in het aangrenzende kanton L'Arbresle.

## Gemeenten
Het kanton Saint-Laurent-de-Chamousset omvatte de volgende gemeenten:
- Brullioles
- Brussieu
- Chambost-Longessaigne
- Haute-Rivoire
- Les Halles
- Longessaigne
- Montromant
- Montrottier
- Saint-Clément-les-Places
- Saint-Genis-l'Argentière
- Saint-Laurent-de-Chamousset (hoofdplaats)
- Sainte-Foy-l'Argentière
- Souzy
- Villechenève